# Andreas von der Meden
Andreas von der Meden (* 10. Januar 1943 in Hamburg; † 26. April 2017 ebenda) war ein deutscher Schauspieler, Synchron- und Hörspielsprecher. Darüber hinaus war er als Synchronregisseur und Dialogbuchautor tätig. Seine Stimme wurde vor allem durch zahlreiche Europa-Hörspiele der 1970er und 1980er Jahre sowie durch die Synchronisation von Kermit der Frosch und David Hasselhoff bekannt.

## Leben

### Theater, Film und Fernsehen
Andreas von der Meden debütierte 1948 als Kinderdarsteller am Thalia Theater in Hamburg. Unter der Regie von Gustav Fröhlich folgte 1949 seine erste Filmrolle in Der Bagnosträfling. Nach seiner Schauspielausbildung bei Hildburg Frese in Hamburg führten ihn Engagements an das Luzerner Theater und an das Schauspielhaus Zürich. Darüber hinaus war er in weiteren Film- und Fernsehproduktionen zu sehen, unter anderem als Roger Ford in der sechsteiligen Kriminalfilmreihe Der Andere (1959) oder in der Fernsehserie Hamburg Transit (1971–1974) sowie in der dritten Staffel der Schwarzwaldklinik (Episode 10) als Kleintierzirkusdirektor.

### Synchronisation
Erstmals im Alter von neun Jahren stand von der Meden 1952 für Jon Whiteley in Ein Kind war Zeuge im Synchronatelier. In den nachfolgenden Jahrzehnten übernahm er zahlreiche Haupt-, Neben- und Gastrollen in Filmen und Fernsehserien, in Puppen- und Zeichentrickproduktionen. Er synchronisierte auch Clumsy Schlumpf in der Serie Die Schlümpfe. Mehreren Generationen ist er vor allem als deutsche Stimme von Kermit der Frosch bekannt, den er seit 1973 in der Sesamstraße, seit dem Tode Horst Gentzens im Jahr 1985 auch in der Muppet Show sowie in den daraus hervorgegangenen Kinofilmen synchronisierte. In der Edgar-Wallace-Persiflage Der Wixxer parodierte er diese Figur als Frosch mit der Maske. Seit der neunzig Folgen umfassenden Kultserie Knight Rider (1982–1985) war von der Meden die deutsche Feststimme von David Hasselhoff. Darüber hinaus lieh er seine Stimme weiteren bekannten Kollegen wie Harvey Keitel in Hexenkessel (1973), Richard Pryor in Zum Teufel mit den Kohlen (1985) oder Harry Anderson in Stephen Kings Es (1990). In Batman (1992–1995) sprach er die Rolle des Scarface.
Ergänzend zu seiner Tätigkeit als Synchronschauspieler zeichnete von der Meden als Dialogregisseur und Dialogbuchautor für die deutschsprachigen Fassungen diverser Fernsehproduktionen verantwortlich, darunter Baywatch – Die Rettungsschwimmer von Malibu (1989–2001) und die Videosynchronisation von Raumschiff Enterprise – Das nächste Jahrhundert.

### Hörfunk und kommerzielle Hörspiele
Neben der Filmsynchronisation war von der Meden bereits in früher Jugend in zahlreichen Rundfunk-Hörspielen aktiv. Zu wichtigen Einsätzen zählen die Titelrolle in Der kleine Lord von Frances H. Burnett beim SWF (1955), Die gekaufte Prüfung (1951) von Günter Eich, Vater braucht eine Frau (1951) von Herbert Reinecker und Christian Bock und insbesondere die Hörspielreihen Kalle Blomquist, der Meisterdetektiv (1954) und Die Schatzinsel (1962) beim NWDR-Kinderfunk. Auch in dem wohl berühmtesten Hörspiel der Rundfunkgeschichte, Unter dem Milchwald (1954) von Dylan Thomas, war er in einer kleinen Rolle zu hören.
1955 war er in Heinrich Bölls Hörspiel Anita und das Existenzminimum unter der Regie von Fritz Schröder-Jahn zu hören. Produziert wurde das Stück vom NWDR.
Seit Beginn der 1970er Jahre war von der Meden zudem in zahlreichen Hörspielproduktionen und -serien von Europa präsent, darunter in drei Rollen in Die Hexe Schrumpeldei (1973 und 1979), als Kastellan in der Serie Hui Buh (1970er), als Chauffeur Morton und Erzfeind Skinny Norris in dem zum Kult avancierten Hörspielklassiker Die drei ???  (seit 1979), als Alfred Meier in Das Schloß-Trio (1980er Jahre), als Michael Knight in der Hörspieladaptation zu Knight Rider (1980er Jahre), als Trap Jaw in Masters of the Universe (1980er Jahre) und als Onkel Quentin in Fünf Freunde (2000er Jahre). Gastrollen übernahm er unter anderem in Ein Fall für TKKG und Asterix. Anlässlich des 25-jährigen Jubiläums der drei ??? trat von der Meden im Oktober 2004 im Rahmen ihres Live-Hörspiels Der Super-Papagei als Gastsprecher in der ausverkauften Color Line Arena auf.
Seine Stimme stellte von der Meden auch für Parodien auf die klassischen Jugendhörspielserien zur Verfügung, darunter in Die drei Klammeraffen und ihre 5-Minuten-Fälle sowie in Die Ferienbande, in der er in Folge drei die Rolle des cholerischen und handgreiflichen Onkels Tarantino übernahm, eine Anspielung auf seine Rolle Onkel Quentin im Europa-Hörspiel Fünf Freunde und den US-amerikanischen Regisseur Quentin Tarantino.
In der Hörspielserie Andi Meisfeld spricht von der Meden Diener Arndt und das Ameisenpendant von David Hasselhoff: Arvid Meiselhoff.

### Jazz
Im Alter von zwölf Jahren agierte von der Meden als Schlagzeuger bei den Oimel Jazz Youngsters aus Hamburg. Im Anschluss spielte er als Solist Banjo und Gitarre in mehreren norddeutschen Jazzbands. Anfang der 1960er Jahre wurde er Mitglied in der Berliner Formation Spree City Stompers. Von 1969 an gehörte von der Meden zu einer der bekanntesten Dixieland-Bands Deutschlands, der Old Merry Tale Jazzband, seit 1984 unter der Leitung von Addi Münster.

### Privatleben
Von der Meden war mit Brigitte Böttrich verheiratet und lebte in Hamburg. Sein Bruder ist der Schauspieler und Synchronsprecher Tonio von der Meden.
Andreas von der Meden starb am 26. April 2017 im Alter von 74 Jahren.